# Sandy Bull
Alexander „Sandy“ Bull (* 25. Februar 1941 in New York City; † 11. April 2001 in Franklin/Tennessee) war ein US-amerikanischer Musiker. Er spielte u. a. Banjo, Gitarre, Oud und Sarod und verband in seiner Musik Folk, Jazz, klassische und Weltmusik mit Einflüssen arabischer und indischer Musik.

## Leben
Bull war der Sohn des Journalisten Harry A. Bull und von Daphne van Beuren Baynes, die unter dem Namen Daphne Hellman als Harfenistin bekannt wurde. Seine Eltern trennten sich kurz nach seiner Geburt. Aus der zweiten Ehe seiner Mutter mit dem Schriftsteller Geoffrey T. Hellman ging die Sitarspielerin Daisy Hellman Paradis hervor. Beeindruckt von Pete Seegers Folkmusik hatte er ab dem achten Lebensjahr Banjounterricht bei Erik Darling von The Weavers. Später nahm er Gitarrenunterricht und studierte dann Komposition am College of Music der Boston University.
Anfang der 1960er Jahre trat er in den Folkclubs von Greenwich Village in New York auf. Auf einer Reise lernte er in dieser Zeit in Rom den Oudspieler Hamza El Din kennen, ebenso war er mit der Musik Ali Akbar Khans vertraut, der bereits 1955 auf Einladung Yehudi Menuhins in den USA aufgetreten war. 1963 zog Bull nach San Francisco. Im gleichen Jahr veröffentlichte er bei Vanguard Records sein Debütalbum Fantasias for Guitar and Banjo, auf dem er von dem Jazzschlagzeuger Billy Higgins begleitet wurde.
Zwei Jahre später folgte, wieder bei Vanguard Records und mit Higgins, das Album Inventions, das Anklänge türkischer und arabischer Musik zeigt und auf dem er auch Oud spielte. Nur zwei (entsprechend lange) Titel enthält sein drittes Album E Pluribus Unum (1969), auf dem er im Multitrack-Verfahren Gitarre, Bass, Oud, Schlagzeug und auch Kuhglocke spielte. Sein letztes Album bei Vanguard Records, Demolition Derby, das 1972 erschien, wurde von Patti Smith im New York Metropolitan Journal als „a real cool record“ gelobt."
Auf Grund von Drogenproblemen brach danach seine musikalische Laufbahn zunächst ab. 1975 engagierte ihn Bob Dylan für seine Rolling Thunder Revue, und auch Patti Smith bot ihm Auftrittsmöglichkeiten. Erst nach sechzehn Jahren erhielt er einen neuen Plattenvertrag und veröffentlichte das Album Jukebox School of Music mit einer Mischung von Salsa, Steel Guitar, Country und brasilianischer Musik.
In den 1990er Jahren übersiedelte Bull nach Nashville, wo er ein Musikstudio hatte und das eigene Plattenlabel Timeless Recording Society betrieb. Hier veröffentlichte er seine letzten beiden Alben Vehicles (1991) und Steel Tears (1996). Zu hören ist er auch als Sarodspieler auf Kevin Welchs Album Beneath My Wheels und als Oudspieler auf Sam Phillips’ Cruel Inventions. 2001 starb Bull in seinem Haus in Franklin an Lungenkrebs. Posthum erschienen die Livealben Still Valentine's Day 1969 (2006) und Sandy Bull & The Rhythm Ace Live 1976 (2012).